# Pool genico
Il pool genico (o pool genetico, in italiano bacino genico o bacino genetico) di una specie o di una popolazione è l'insieme di tutti gli alleli dell'intero set di geni che appartengono a tutti gli individui che compongono una popolazione in un determinato momento. È un termine molto utilizzato nella genetica delle popolazioni.
Dal momento che qualunque gene di un pool genico può esistere in numerose varianti o alleli, a seconda della frequenza o rarità di ciascun allele, si parla di alta o bassa frequenza allelica del pool genico che può modificarsi nel corso del tempo e dare un processo di microevoluzione (evoluzione all'interno delle singole specie). I fattori che contribuiscono alla variabilità del pool genico sono: mutazioni, deriva genetica, flusso genico, riproduzione non casuale, selezione naturale. 
Una volta che, mediante tali mutazioni, si è formata una nuova variante di un gene, questa entra a far parte del pool genico della popolazione perché, mediante la riproduzione sessuale, essa può venire trasmessa ad altri individui.
Per esempio, a causa di una mutazione genetica, è possibile che nasca un individuo con delle caratteristiche fenotipiche che lo favoriscano all'interno del suo ambiente naturale: queste caratteristiche verranno trasmesse geneticamente ai suoi discendenti, determinando una variazione del pool genico. I genetisti utilizzano le frequenze degli alleli per descrivere come un pool genico cambi nel tempo. 
Dunque il pool genico è il carattere che determina e unifica una popolazione secondo la genetica delle popolazioni. Quindi per comprendere la genetica dei processi evolutivi, si studia il pool genico di una popolazione mendeliana piuttosto che i genotipi degli individui che la costituiscono. Il singolo individuo, per il genetista delle popolazioni, è semplicemente un depositario temporaneo di una piccola quantità di pool genico ed ogni volta che si riproduce contribuisce al pool genico della generazione successiva. 
Un pool genico di grandi dimensioni è indice di una estesa diversità genetica, che è associata a popolazioni forti che possono sopravvivere a prove di selezione intensa. Al contrario, una bassa diversità genetica (si veda Riproduzione endogama e Effetto collo di bottiglia) può causare ridotta fitness e una maggiore probabilità di estinzione.
La comprensione della struttura genetica di una popolazione è la chiave per giungere a capire l'importanza delle risorse genetiche e dei geni per la conservazione delle biodiversità e delle specie.
Quando esistono più alleli per un gene o un locus dato, si dice che la popolazione è polimorfa rispetto a quel gene o locus. Quando non vi è variazione, cioè tutti gli organismi di una popolazione sono identici per quanto riguarda un particolare tratto fenotipico, la popolazione è classificata come monomorfa.

## Il concetto di Gene pool nelle colture vegetali
Harlan e de Wet (1971) hanno proposto la classificazioni delle colture biologiche in base al patrimonio genetico, piuttosto che utilizzando la tassonomia formale. In base alla loro classificazione si distinguono:
- 'Pool genetico primario (GP-1)': i membri di questo pool genetico fanno parte probabilmente della stessa specie (secondo il significato convenzionale)e possono interagire liberamente. Harlan e de Wet scrissero: "Among forms of this gene pool, crossing is easy; hybrids are generally fertile with good chromosome pairing; gene segregation is approximately normal and gene transfer is generally easy." (Tra le forme presenti in questo pool genetico l'incrocio avviene facilmente, gli ibridi formatesi sono generalmente fertili con cromosomi accoppiati regolarmente. La segregazione genetica è approssimativamente normale ed il trasferimento di geni è generalmente facile). Inoltre ciascun pool genico viene ulteriormente suddiviso in:
  - 'Sottospecie A': specie coltivate.
  - 'Sottospecie B': specie spontanee.
- 'Pool genetico secondario (GP-2)': i membri di questo pool probabilmente vengono normalmente classificati come specie diversa da quella della coltura in esame (il pool genetico primario). Tuttavia, queste specie sono strettamente correlate e possono produrre almeno alcuni ibridi fertili (F1S). Come ci si aspetterebbe da membri di diverse specie, ci sono alcune barriere riproduttive tra i membri del pool genico primario e quelli del secondario:
  - gli ibridi possono essere deboli;
  - gli ibridi possono essere parzialmente sterili;
  - i cromosomi possono accoppiarsi poco o per niente;
  - il recupero dei fenotipi desiderati nelle generazioni successive può risultare difficile.
  - Tuttavia, "The gene pool is available to be utilized, however, if the plant breeder or geneticist is willing to put out the effort required" (Il patrimonio genetico è disponibile per essere utilizzato, se le varietà vegetali o il genetista sono disposti a fare lo sforzo richiesto).
- 'Pool genetico terziario (GP-3)': i membri di questo pool genetico sono imparentati più alla lontana con i membri del pool genetico primario. I pool genetici primario e terziario possono interagire, ma il trasferimento di geni tra loro è impossibile senza l'uso di "misure piuttosto estreme o radicali", quali:
  - embrione di soccorso (o coltura degli embrioni, una forma di cultura di organi vegetali);
  - poliploidia indotta (raddoppio dei cromosomi);
  - incroci a ponte(per esempio, con i membri del pool genetico secondario).